# Adonisea approximata
Adonisea approximata är en fjärilsart som beskrevs av John Kern Strecker 1898. Adonisea approximata ingår i släktet Adonisea och familjen nattflyn. Inga underarter finns listade i Catalogue of Life.